# Orothrips yosemitei
Orothrips yosemitei är en insektsart som beskrevs av Dudley Moulton 1911. Orothrips yosemitei ingår i släktet Orothrips och familjen rovtripsar. Inga underarter finns listade i Catalogue of Life.